# Шонси
Шонси је градска четврт Новог Сада. Део је Новог насеља (Бистрице).
Шонси се налази у источном делу Новог насеља и у саставу је месне заједнице "Бистрица". Лоциран је између Булевара Војводе Степе на северу, Булевара Слободана Јовановића на западу, улице Радомира Раше Радујкова на југу и улица Стојана Новаковића, Ђорђа Никшића Јохана и Милана Јешића Ибре на истоку. Насеље се шири и на исток, изградњом новог стамбеног блока, источно од улице Милана Јешића Ибре.
Део насеља Шонси је и кварт Тозин сокак, око улице Тодора Тозе Јовановића.
Насеље Шонси је добило име по 29. Шаховској олимпијади одржаној у Новом Саду 1990. године. Ово насеље је грађено пре саме олимпијаде.    
У насељу нема јавних установа или значајнијих привредних објеката. 
Северно од насеља Шонси налази се насеље Југовићево, западно су централни делови Новог насеља, јужно је насеље Савина, док су источно лоцирани вртић "Свитац", спортски комплекс "Меридијана", ауто-перионица и нови парк.